# Медиала
Медиала - уметничка група која је основана 1953. године у Београду. 

## Настанак Медиале
1953. године у Дому омладине, који се тада налазио на Обилићевом венцу у Београду, на изложби о Ле Корбизјеу - Леонида Шејке и Синише Вуковића - студента архитектуре дошли су Дадо Ђурић и Урош Тошковић, и то се може сматрати првим контактом чланова будуће групе Медиала јер они, ту, на самој изложби одмах налазе заједнички афинитете да остваре нешто што ће у њиховом стваралаштву сјединити време и човека, као и прошлост и будућност. 
Језгро групе се полако шири када се, 1957. године формира друштво пријатеља Балтазар, које сачињавају Леонид Шејка, Синиша Вуковић, Миро Главуртић, Дадо Ђурић, Мишел Контић, Урош Тошковић, Вукота Вукотић, Пеђа Ристић и Оља Ивањицки. 
Већ идуће године друштво - група је имала и свој први заједнички наступ под именом уметничка група Медиала, и на изложби под називом - Медијална истраживања - учествују Оља Ивањицки, Леонид Шејка, Миро Главуртић и Владан Радовановић, а поставка изложбе је обухватала слике, објекте, фотографије, текстове као и звукове - тонове. Потом следи изложба у Галерији графичког колектива 1959. године, када се групи придружују и други уметници, а 1960. године је приређена и трећа изложба. Група Медиала, ма колико је често мењала свој састав, остаје увек доследна својој првобитној идеји, па је и због тога Медиала имала велики утицај на савременике, а и изван групе се све више и више ширио њен утицај на велики део људи и стваралаца. 
У самом период формирања групе, од 1957. године до 1958. године, рад групе прате програмски текстови, објављивани у Видицима, а затим и у другим часописима.
Ставови, начела и програм групе најпотпуније су изложени у првом броју часописа Медиала који је изашао 1959. године у Београду. 1964. године, Леонид Шејка је објавио и књигу Трактат о сликарству - награђена Нолитовом наградом за књижевност 1968. године - као један од главних теоретичара Медиале. Поред Шејке ту су били и Главуртић и Вуковић, чији су се заједнички ставови рефлектовали на идеје које су се рађале приликом дугих разговора и сусрета свих чланова групе.

## Чланови Медиале
- Оља Ивањицки
- Леонид Шејка
- Милић од Мачве
- Урош Тошковић
- Владимир Величковић
- Љуба Поповић
- Коста Брадић
- Владан Радовановић
- Синиша Вуковић
- Миро Главуртић
- Светозар Самуровић
- Милован Видак
- Дадо Ђурић
- Предраг Ристић

## Програмска начела
Медиала је покушала да спроведе спајање традиционалних вредности са савременим токовима, угледајући се на уметност ренесансе и класицизма. Тај спој класичног и модерног, чланови Mедиале су својим личним сензибилитетом доводили у посебан однос стварајући аутентично виђење света. 
Име групи је дао Миро Главуртић и то тако што је спојио речи Мед и Ала. 
- Мед - мед као својеврстан еликсир и лек, а који се вештачким путем може синтетисати као производ бића сједињених у једној идеји и раду.
- Ала - ала, аждаја, симбол мрака, сукоба и деструкције.

Мада је у употреби и Медијала, правилно је рећи Медиала. 
Кодекс групе је написао Милован Видак, а чланови групе су своје састанке организовали на београдским обалама Саве и Дунава, на Ади Међици, у дрвеној кући - сојеници на Ади Циганлији, у поткровљу Пеђе Ристића у Сењачкој бр.16 и у неколико кафана у Београду.
Програмски чланци, текстови и објаве Медиале, објављивани у Видицима 1958. године и 1959. године, а касније у низу листова и часописа, као и у књизи Леонида Шејке “Трактат о сликарству” - Нолит, 1964. године. Али сва програмска начела и концепција групе најпотпуније је представљена у „листу за уметност“ који је, 1959. године под називом “Медиала” издала група сликара, чланова Медиале, а чији је главни и одговорни уредник био Миро Главуртић. 

### О програмским начелима
- Миро Главуртић је писао да ће медиално сликарство користити сва искуства и сва открића до којих се дошло са ма које сликарске парцеле овог времена.
- Леонид Шејка је позивање на ренесансу тумачио тиме што се програм Медиале, у суштини, своди на једно: направити добру слику са свим особинама које слику чине сликом...
- Оља Ивањицки је рекла - Медиала је покрет који се шири, који се не може зауставити, један покрет који се никада не зауставља. Само човеков живот се завршава смрћу. Покрет траје дуже од човека, има покрета који трају вековима. Нема смрти. Постоји само модификација.

### Кодекс Милована Видака
- Чистоћа и јасноћа субјективног виђења полаже право на истраживачки зачетак
- Истинско вођење долази из самог предмета
- Ослободити се страха и жеље за оживљавањем анахронизма и преживелог света
- Срушити Хегелов зид
- Овладати извођачком техником до нестварног
- При изучавању и посматрању објективног не занемарити свет рођен из покренутих емоција и импулса
- Треба да будем трезан, усредсређен, будан и одговоран себи. Треба да схватим пролазност формалног привида пробуђења реалности. Не смем изгубити из вида долазак техничке интелигенције, условљене законом и светом деструкције
- Тражити и препознавати могући кључ вечног трајања - жудње ка универзуму људског духа
- Проучавати и упознавати сва подручја која откривају, укључују или искључују дати тренутак свог уобличеног постојања или нестанка, посредног или непосредног битка објективног живота и смрти
- Поштовати сваки стваралачки и истраживачки рад условљен субјективним разлозима, тим пре ако служи људском роду
- Ослобађати се рушилачког и оплођавати градитељски нагон
- Продрети до суштине имагинарног импулса људске природе
- Поимати и разјашњавати материјалистичко постојање света и његово метафизичко отуђење.

## О Медиали
У књизи Од Авангарде до Аркадије - издавач Клио, Београд, 2000. године. Београд - историчарка уметности Ирина Суботић је написала: 
Дела која су чланови Медиале понудили, често вештија, вибрантнија и слободнијег духа у цртежу но у слици, покушала су да прате идеје водиље. Било је, међутим, више евокације прошлог, музејског, „ренесансног“, временом и традицијом прожетог сликарства, но синтезе модерног, бритког, ослобођеног. Њихова херметична појава није била лако распознатљива у та времена која карактерише отварање ка свету, модернизација и духовног и практичног живота, прихватање многих готових формула, потребних овој средини и зато брзо усвојених, која су дошла као замена за тек превазиђену догматску уметност. Својим програмом, делима и понашањем, као ‘заговорник дугог памћења’, Медиала је у ликовном животу Београда видно одударала од свега тада актуелног и слављеног као модерно.

## Салон Медиале
15. децембра 2006. године у Историјском музеју Србије у Београду, Министарство културе је у оквиру ликовне збирке музеја отворило изложбу Тренутак садашњи организовану поводом оснивања Галерије - Салона Медиале и обележавања педесетогодишњице од оснивања уметничке групе Медиала. 
У сталној поставци Салона Медиале, осим слика и цртежа свих њених чланова обухвата и оригинални документарно аудио - визуелни материјал који се односи на рад Медиале: фотографије, дневнике, плакате са отварања изложби, кодексе, кутије са пигментима, чувени инструмент дрндафон архитекте Пеђе Ристића, капу, плашт и штап Милића од Мачве, као и многе друге експонате и дела.
Већину изложбене поставке откупило је Министарство културе, а остатак је позајмљен из фундуса Народног музеја и Музеја савремене уметности, као и из збирки приватних колекционара. Почасна директорка Салона Музеја Медиале је сликарка Оља Ивањицки.

## Изложбе групе Медиала
- 1958. Прва изложба Медиале под називом „Медиална истраживања”, Омладинска галерија, Обилићев венац, Београд, 31. јуни – 9. јули

Излажу: Оља Ивањицки, Леонид Шејка, Миро Главуртић и Владан Радовановић. 
- 1959. Друга изложба Медиале, Галерија Графички колектив, Београд, 11 – 21. септембар

Излажу: Оља Ивањицки, Леонид Шејка, Коста Брадић, Милић Станковић, Милован Видак, Михајло Чумић, Миро Главуртић, Синиша Вуковић, Светозар Самуровић и Владимир Величковић. 
- 1960. Трећа изложба Медиале, Галерија Графички колектив, Београд, октобар

Излажу: Оља Ивањицки, Леонид Шејка, Миро Главуртић, Љуба Поповић, Синиша Вуковић, Светозар Самуровић и Урош Тошковић. 
- 1961. Изложба Медиале, Салон Трибине младих, Нови Сад, децембар

Излажу: Оља Ивањицки, Леонид Шејка, Миро Главуртић, Светозар Самуровић, Синиша Вуковић, Милић Станковић, Урош Тошковић, Љуба Поповић и Радован Крагуљ. 
- 1969. Ретроспективна изложба Медиале, 1953-1966, Галерија УЛУС-а, ул. Вука Караџића, Београд, 11 – 26. јануар

Излажу: Оља Ивањицки, Синиша Вуковић, Мишел Контић, Владан Радовановић, Миро Главуртић, Урош Тошковић, Владимир Величковић, Милић Станковић, Светозар Самуровић, Леонид Шејка, Коста Брадић, Милован Видак, Дадо Ђурић, Љуба Поповић и Предраг Ристић. 
- 1970. Изложба Медиале, Галерија „Млада генерација”, Беч, 12. јануар – 3. фебруар

Излажу: Оља Ивањицки, Синиша Вуковић, Коста Брадић, Светозар Самуровић, Милован Видак, Милић Станковић и Бранимир Васић. 
- 1974. Изложба Медиале под називом „Фантастични реализам”, Диселдорф

Излажу: Оља Ивањицки, Синиша Вуковић, Милић Станковић, Коста Брадић и Миро Главуртић. 
- 1981. Медиала, ретроспективна изложба, Београд, Уметнички павиљон Цвијета Зузорић, 18. март – 5. април

Излажу: Милован Видак, Синиша Вуковић, Оља Ивањицки, Светозар Самуровић, Коста Брадић, Дадо Ђурић, Миро Главуртић, Милић од Мачве, Владан Радовановић и постхумно дела Леонида Шејке. 
- 2001. Изложба Медиале у „Галерији 107” у Земуну

Излажу: Мира Главуртића, Леонида Шејке, Синише Вуковића, Оље Ивањицки, Милована Видака, Милића од Мачве, Дада Ђурића, Владе Величковића, Светозара Самуровића, Косте Брадића, Уроша Тошковића. 
- 2004. Изложба „Нови живот Медиале у Котору”, Котор, у галерији „Код Хомена”, 8. август - 1. септембар

Излажу: Оље Ивањицки, Миро Главуртић, Леонид Шејка, Владан Радовановић, Милован Видак, Светозар Самуровић, Коста Брадић, Милић од Мачве, Урош Тошковић, Синиша Вуковић.
- 2005. Изложба „Медијала“, галерија НИС „Југопетрол, Београд, 11. априла - 1. мај

Излажу: Оље Ивањицки, Леонид Шејка, Милића од Мачве, Урош Тошковић, Владимир Величковић, Љуба Поповић, Коста Брадића, Владан Радовановић, Синиша Вуковић, Миро Главуртић, Светозар Самуровића, Милован Видак, Дадо Ђурић